# Geleira Axel Heiberg

A geleira Axel Heiberg ou glaciar Axel Heiberg é um glaciar de vale, com 48 km de extensão, descendo das altas elevações do planalto Antártico na plataforma de gelo Ross (próxima ao nível do mar) entre a cordilheira Herbert e o monte Don Pedro Christophersen nas montanhas da Rainha Maud.
Esta enorme geleira foi descoberta em novembro de 1911 pelo explorador polar norueguês Roald Amundsen, e designada por ele com o nome de Axel Heiberg, um empresário e patrono da ciência, que contribuiu para numerosas expedições polares norueguesas. Amundsen usou esta geleira como sua rota através do planalto polar em sua bem sucedida expedição ao Polo Sul.